# Eve Lindley
Eve Lindley (* 12. Januar 1993 in New York) ist eine US-amerikanische Schauspielerin und Model. Sie wurde vor allem bekannt durch ihre Interpretation der Rolle der Simone in der US-amerikanischen Drama-Fernsehserie Dispatches from Elsewhere. Als Model arbeitete sie für Barneys New York.

## Leben
Eve Lindley wurde am 12. Januar 1993 als Sohn von Brad Lindley, einem New Yorker Piloten, und seiner damaligen Frau geboren. Die Familie hatte vor Eve bereits zwei Töchter. Ihre Eltern ließen sich scheiden, als sie zwei Jahre alt war.
Eve Lindley ist transgender, sie stellte im Interview mit The Window fest, dass in manchen Familien nur ein Elternteil die Transition akzeptiert, in ihrer habe ihre leibliche Mutter dies nicht gekonnt. Umso mehr Unterstützung habe sie von ihrem Vater bekommen, der ihr bereits in frühen Tagen Barbie-Puppen besorgt hatte und ihr ein Puppenhaus baute. Er sorgte nach der eindeutigen Festlegung des Sorgerechts für einen Umzug in „eine Umgebung, in der niemand Eves Entscheidung zum Wechsel des Geschlechts anzweifelte“.
Ihre bisher größte Rolle spielt Lindley seit 2020 in der Prime-Video-Webserie Dispatches from Elsewhere als Simone, eine Transfrau auf der Suche nach Auswegen aus ihrer Isolation.

## Filmographie

### Film
| Jahr | Titel                   | Rolle         | Bemerkungen                              |
| ---- | ----------------------- | ------------- | ---------------------------------------- |
| 2016 | All We Had              | Pam           | Ihr erster Spielfilm in einer Nebenrolle |
| 2017 | Linda & the Worm        | Tiffany       |                                          |
| 2018 | Ein Kind wie Jake       | Waiter # 1    |                                          |
| 2018 | Happy Birthday, Marsha! | Sylvia Rivera | Kurzfilm                                 |
| 2019 | Extra Toppings          | Taylor        | Kurzfilm                                 |
| 2019 | Otherhood               | Girl          |                                          |
| 2019 | Welcome Back, Lenny     | Lenny         | Kurzfilm                                 |
| 2021 | After Yang              | Faye          |                                          |
| 2022 | Bros                    | Tamara        |                                          |

- 2023: National Anthem

### Fernsehen
| Jahr | Titel                     | Rolle     | Bemerkungen |  |
| ---- | ------------------------- | --------- | ----------- |  |
| 2016 | Mr. Robot                 | Hot Carla | Vier Folgen |  |
| 2016 | Outsiders                 | Frida     | Acht Folgen |  |
| 2016 | Fishkill                  | Justine   |             |  |
| 2017 | High Maintenance          |           | Eine Folge  |  |
| 2019 | Tales of the City         | Lily      |             |  |
| 2020 | Dispatches from Elsewhere | Simone    | Co-star     |  |
| 2020 | Acting for a Cause        | Peg       | Eine Folge  |  |

### Theater
| Jahr | Titel           | Rolle | Bemerkungen                                                                   |
| ---- | --------------- | ----- | ----------------------------------------------------------------------------- |
| 2016 | Street Children | Jamie | Off-Broadway Theaterstück, Hauptrolle Transsexarbeiter im New York der 1980er |